# Джейн Ейр (телесеріал, 1983)
«Джейн Ейр» (англ. «Jane Eyre») — телевізійний серіал 1983 року, екранізація однойменного роману Шарлоти Бронте «Джейн Ейр». У головних ролях знялися британські актори Зіла Кларк (Джейн Ейр) і Тімоті Далтон (Едвард Рочестер).
Як і перша телеекранізація книги, також, до речі, виробництва компанії BBC, котра вийшла на екрани у 1973 році, серіал режисера Джуліан Еміс та сценариста Олександра Барона відрізняється дослівнним, а подекуди й детальним слідуванням тексту твору.
Телеверсія 1983 року вважається найбільш вдалою екранізацією роману «Джейн Ейр».

## Виробництво
Творці фільму дуже відповідально поставилися до тексту твору - майже не змінюючи сюжету твору.
Телесеріал знімався у Великій Британії. Головні зйомки відбувалися у графстві Нортгемптоншир, в Дін Парку. Там було відзнято епізоди у Торнфілд-Холлі та природні пейзажі прилягаючої до нього місцевості.

Містер Рочестер і Джейн

Під час транслювання серіал складався з 11 серій тривалістю по 28-30 хв. кожна. Проте згодом, для більшої зручності, версія телефільму, яку випустили на відеоносіях, перемонтували на 4 частини по 60 хвилин.
Серіал набув великої популярності в Британії та Європі. Одну з копій навіть було продано в країну із «залізною завісою». В СРСР телефільм мав шалений успіх, адже радянські глядачі рідко мали змогу бачити закордонні серіали та телефільми.
Сам Тімоті Далтон вважає роль містера Рочестера найкращою роботою у своїй фільмографії.

## Сюжет
Головна героїня фільму — Джейн Ейр. Вона сирота, яка з дитинства була вимушена жити у своєї тітки, де її принижували, постійно ображали. Потім її життя проходило у приватній школі для дівчаток, де панували жорстокі правила встановлені ортодоксальним та жорстоким попечителем закладу.
Поступово перед глядачем розкривається характер героїні, відбувається становлення її особистості .
Минає кілька років, дівчина дорослішає і влаштовується на посаду гувернантки до маєтку містера Рочестера. Поступово між нею та хазяїном будинку виникають романтичні почуття, які переростають в кохання.
Але закоханим доля приготувала багато життєвих випробувань, перш ніж їм вдалося поєднати свої долі і прожити щасливе подружнє життя.

## У ролях
- Зіла Кларк — Джейн Ейр
- Тімоті Далтон — містер Едвард Фейрфакс Рочестер
- Мері Тамм — Інгрем Бланш
- Керол Гілліс — Грейс Пул
- Джин Гарві —  місіс Фейрфакс
- Бланш Юіноу — Адель Варанс
- Джулія Кепплман — Берта
- Деміен Томас — Річард Мейсон
- Колін Дживонс — містер Бріґґс
- Ів Метісон — Лея
- Кейт Девід — Бессі
- Елен Доннеллі — Діана Ріверс
- Мораг Гуд — Мері Ріверс
- Ендрю Бікнелл — Сент-Джон Ріверс
- Джеймс Маркус — Джон Рід
- Трейсі Чайлдс — Джорджіана Рід
- Емма Джейкобс — Еліза Рід
- Джуді Корнуелл — місіс Рід
- Алан Кокс — юний Джон Рід
- Джемма Вокер — юна Джорджіана Рід
- Трейсі Чайлдс — Джорджіана Рід
- Кетрін Ірвін — юна Еліза Рід
- Роберт Джеймс — містер Броклхерст
- Шан Паттенден — юна Джейн Ейр
- Колетт Баркер — Елен Бернс

## Нагороди і номінації
- 1983 — BAFTA Awards — Номінація — BAFTA TV Award — Найкраща дитяча акторська гра — Баррі Леттс[en], Джуліан Ем'єс[en][3]
- 1985 — CableACE Awards — Номінація — ACE — Actress in a Movie or Miniseries — Зіла Кларк[4]